# Belaygue
Le Belaygue, ou Pré Pinson dans sa partie amont, est un ruisseau français du département de la Dordogne, affluent du Boulou et sous-affluent de la Dordogne par la Dronne et l'Isle.

## Hydronymie
Contrairement au toponyme « Beulaygues » qui évoque un terrain humide, spongieux, qui « boit l'eau », le nom latinisé en 1249 de ce ruisseau et du prieuré bâti sur sa rive est Bella Agua, signifiant « belle eau ».

## Géographie
Selon le Sandre, le Belaygue est un cours d'eau unique alors que pour le Géoportail, c'est le nom de la partie aval d'un ruisseau appelé « Pré Pinson » .
Le Pré Pinson prend sa source à 159 mètres d'altitude dans le nord du département de la Dordogne sur le territoire de l'ancienne commune de Cantillac, sur le Mont Saint-Jean.
Après deux kilomètres, il passe sous la route départementale 939 ; 750 mètres plus loin, il reçoit en rive droite son unique affluent, prend le nom de Belaygue puis arrose le village du même nom. Il forme alors sur cinq kilomètres et demi une vallée qui s'encaisse de plus en plus entre des coteaux qui la dominent de trente à soixante mètres de haut, jusqu'à sa confluence avec le Boulou. Trois cents mètres avant cette confluence, le Belaygue est franchi par un pont où passe le GR 36.
Le Belaygue rejoint le Boulou en rive gauche, à 103 mètres d'altitude, en limite des anciennes communes de La Gonterie-Boulouneix et Saint-Julien-de-Bourdeilles, à l'est du lieu-dit la Verrerie. Les deux derniers kilomètres de son cours servaient auparavant de limite territoriale à ces deux anciennes communes.
De direction générale nord-est vers sud-ouest, l'ensemble Pré Pinson-Belaygue est long de 9,47 km.

### Communes et département traversés
À l'intérieur du département de la Dordogne, le Belaygue arrose une seule commune, Brantôme en Périgord, s'écoulant sur le territoire de cinq anciennes communes, soit d'amont vers l'aval : Cantillac (source), Brantôme, Saint-Crépin-de-Richemont, La Gonterie-Boulouneix (confluence avec le Boulou) et Saint-Julien-de-Bourdeilles (confluence).

### Affluent et nombre de Strahler
Il ne comporte qu'un seul affluent répertorié par le Sandre, un ruisseau sans nom, long de 1,41 km, qui antérieurement à 2019, servait de limite entre les anciennes communes de  Cantillac et Saint-Crépin-de-Richemont.
De ce fait, le nombre de Strahler du Belaygue est de deux.

### Bassin versant
Le bassin versant du Belaygue, presque entièrement compris dans la commune de Brantôme en Périgord, fait partie d'une seule zone hydrographique : « Le Boulou », au sein du bassin DCE beaucoup plus étendu « La Garonne, l'Adour, la Dordogne, la Charente et les cours d'eau côtiers charentais et aquitains ».
Outre la commune de Brantôme en Périgord qu'il irrigue, son bassin concerne très marginalement le territoire de Saint-Pancrace au niveau de la route départementale RD 675, près du lieu-dit Maison Neuve.

## Environnement
En aval de la route menant de Boulouneix à Saint-Julien-de-Bourdeilles et jusqu'à sa confluence avec le Boulou, le cours du Belaygue, sa vallée et ses coteaux font partie d'une zone naturelle d'intérêt écologique, faunistique et floristique (ZNIEFF) de type I, « Réseau hydrographique et coteaux du Boulou aval », présentant une importante variété faunistique,.
De nombreuses espèces sont présentes dans cette ZNIEFF, parmi lesquelles plusieurs sont déterminantes :
- cinq amphibiens : l'Alyte accoucheur (Alytes obstetricans), la Grenouille rousse (Rana temporaria), le Pélodyte ponctué (Pelodytes punctatus), la Rainette verte (Hyla arborea), le Sonneur à ventre jaune (Bombina variegata) et le Triton marbré (Triturus marmoratus) ;
- dix insectes : l'Agrion de Mercure (Coenagrion mercuriale), l'Azuré de la faucille (Cupido alcetas), l'Azuré du serpolet (Phengaris arion), le Cordulégastre annelé (Cordulegaster boltonii), le Cuivré des marais (Lycaena dispar), le Damier de la succise (Euphydryas aurinia), le Gomphe vulgaire (Gomphus vulgatissimus), le Lepture erratique (Judolia erratica (en)), l'Onychogomphe à crochets (Onychogomphus uncatus) et le Petit mars changeant (Apatura ilia) ;
- sept mammifères : la Genette commune (Genetta genetta), la Loutre d'Europe (Lutra lutra), le Vison d'Europe (Mustela lutreola), ainsi que quatre espèces de chauves-souris : Grand rhinolophe (Rhinolophus ferrumequinum), Noctule commune (Nyctalus noctula), Petit rhinolophe (Rhinolophus hipposideros) et Vespertilion de Bechstein (Myotis bechsteinii) ;
- sept oiseaux : le Cincle plongeur (Cinclus cinclus), le Faucon pèlerin (Falco peregrinus), le Hibou moyen-duc (Asio otus), le Moineau soulcie (Petronia petronia), le Pic mar (Dendrocopos medius), le Pic noir (Dryocopus martius) et le Pigeon colombin (Columba oenas).
- un reptile, la Cistude (Emys orbicularis).

Deux plantes rares :  la Colchique d'automne (Colchicum autumnale) et la Fritillaire pintade (Fritillaria meleagris), y sont également présentes.
Les autres espèces recensées sont multiples : cinq amphibiens, cinq reptiles, onze mammifères, 69 oiseaux, 307 insectes ainsi que 40 plantes.
Cette ZNIEFF fait partie d'une ZNIEFF de type II plus vaste « Vallée et coteaux du Boulou », étendue à la quasi-totalité du cours du Boulou, depuis sa source jusqu'à la route départementale 106, deux cents mètres avant sa confluence avec la Dronne, et incluant plus de coteaux,, notamment pour le Belaygue ceux de la Plagne et de Lafaye.
Les zones humides de ces ZNIEFF représentent « un intérêt national » par la « richesse exceptionnelle » en espèces d'insectes — notamment en Odonates — qui y ont été répertoriées.

## Monuments ou sites remarquables à proximité
- Les vestiges du prieuré Saint-Jean de Belaygue[10], du XIIe siècle, inscrits au titre des monuments historiques depuis 1948[2].
- L'église Notre-Dame de Boulouneix[10], romane du XIIe siècle, inscrite au titre des monuments historiques depuis 1946[11].

## Photothèque

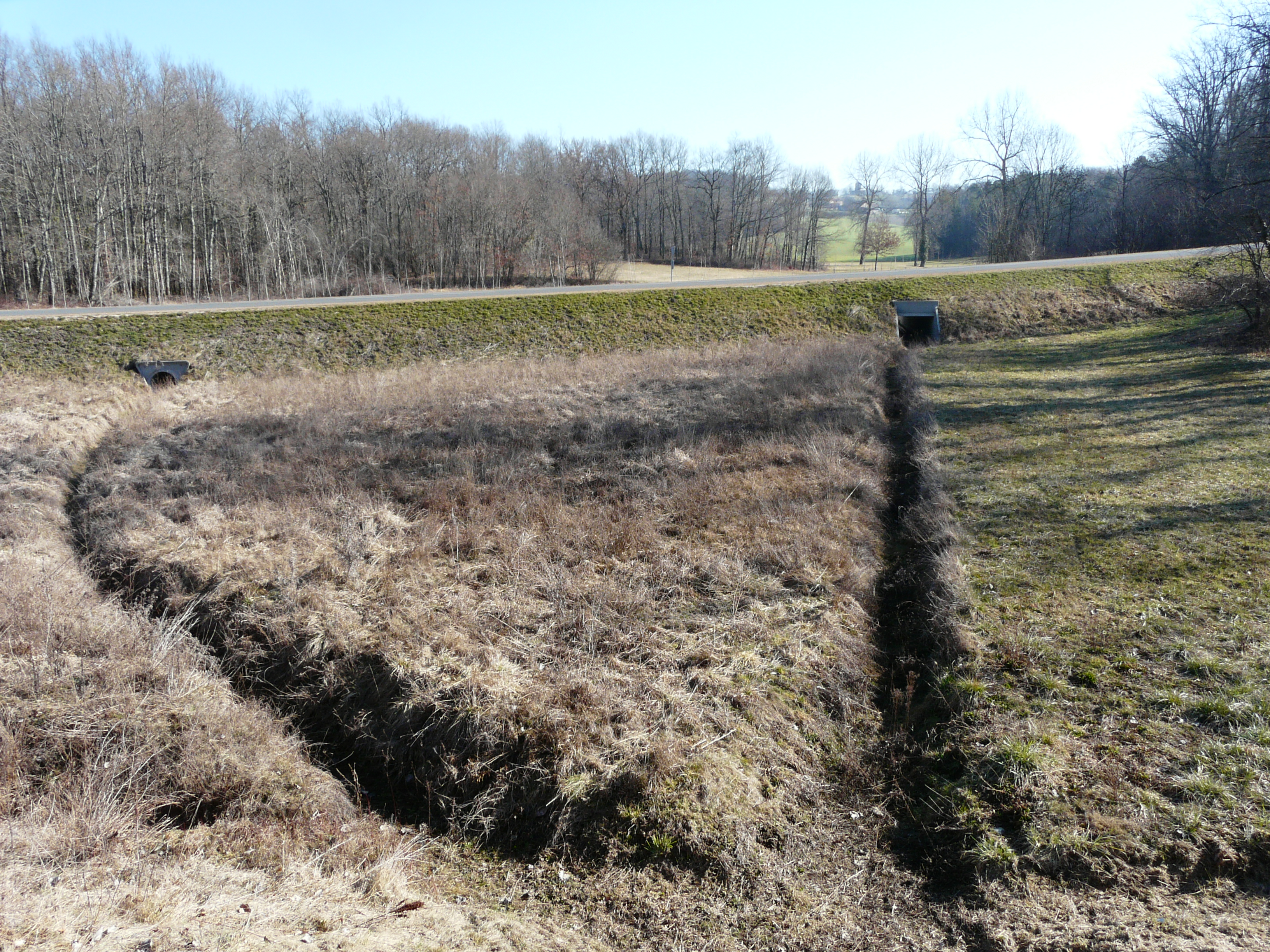
Le Pré Pinson à sec en amont de la RD 939 (mars 2012).
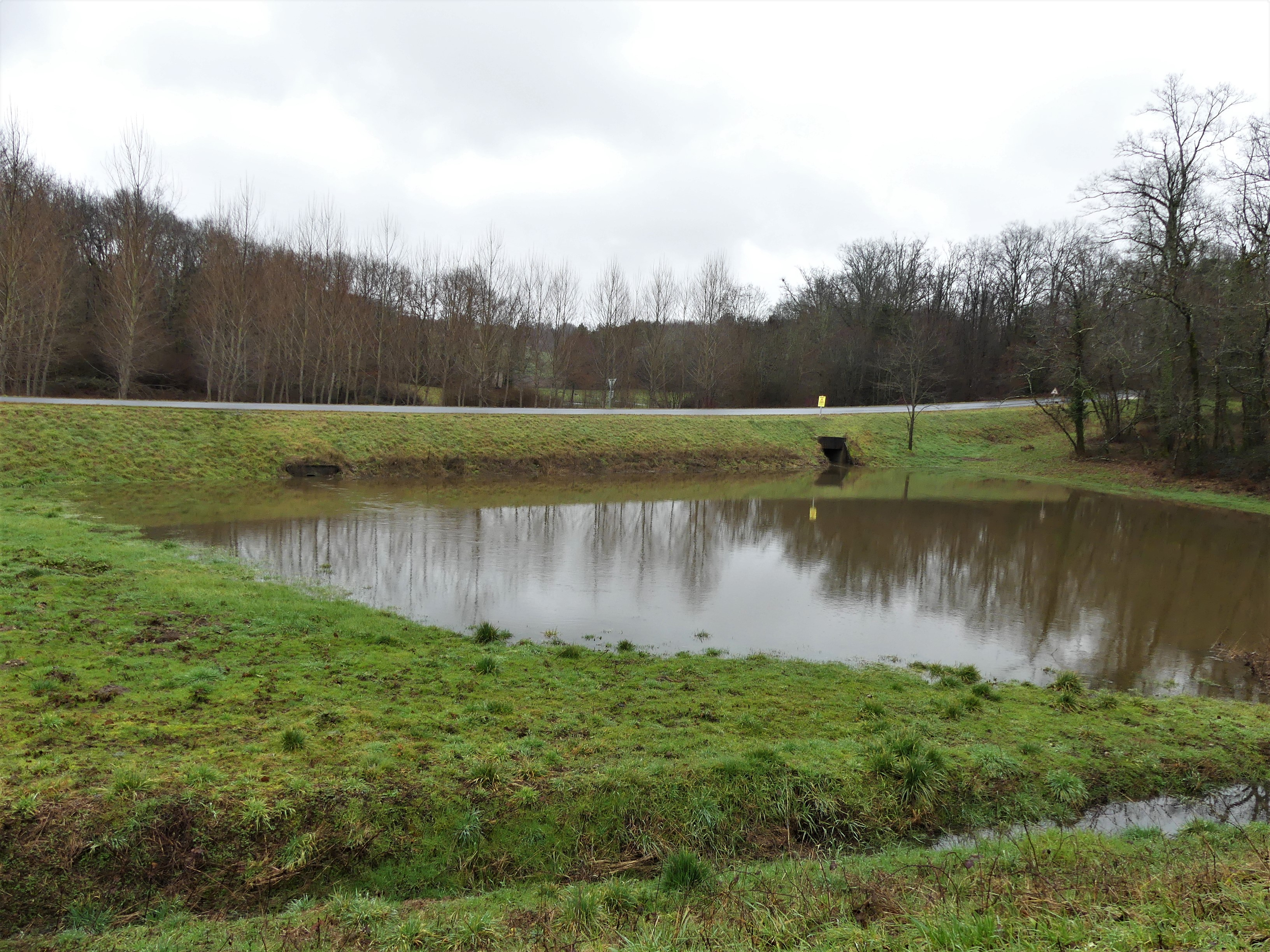
Le même endroit en février 2021.
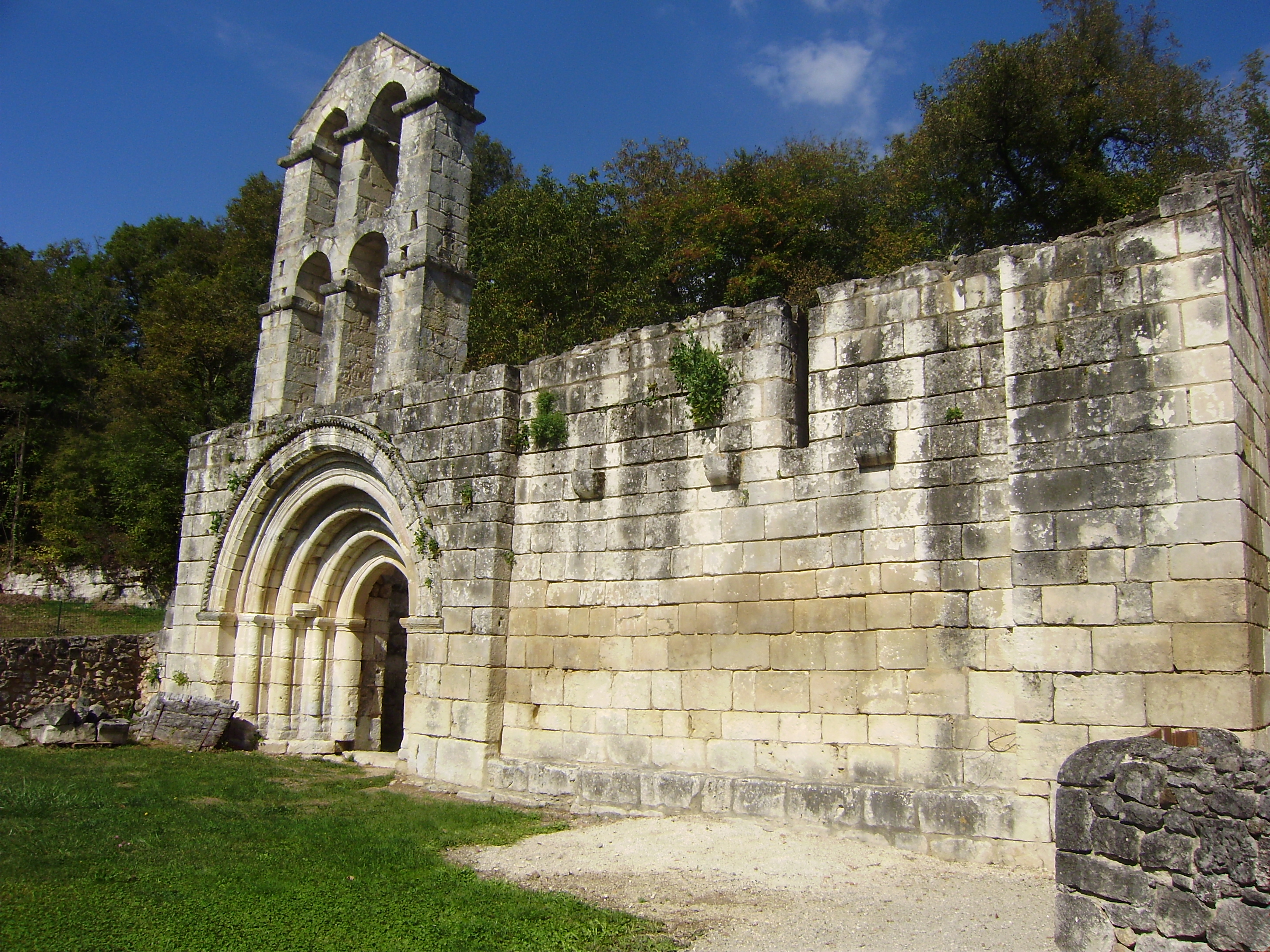
Les ruines du prieuré Saint-Jean de Belaygue.
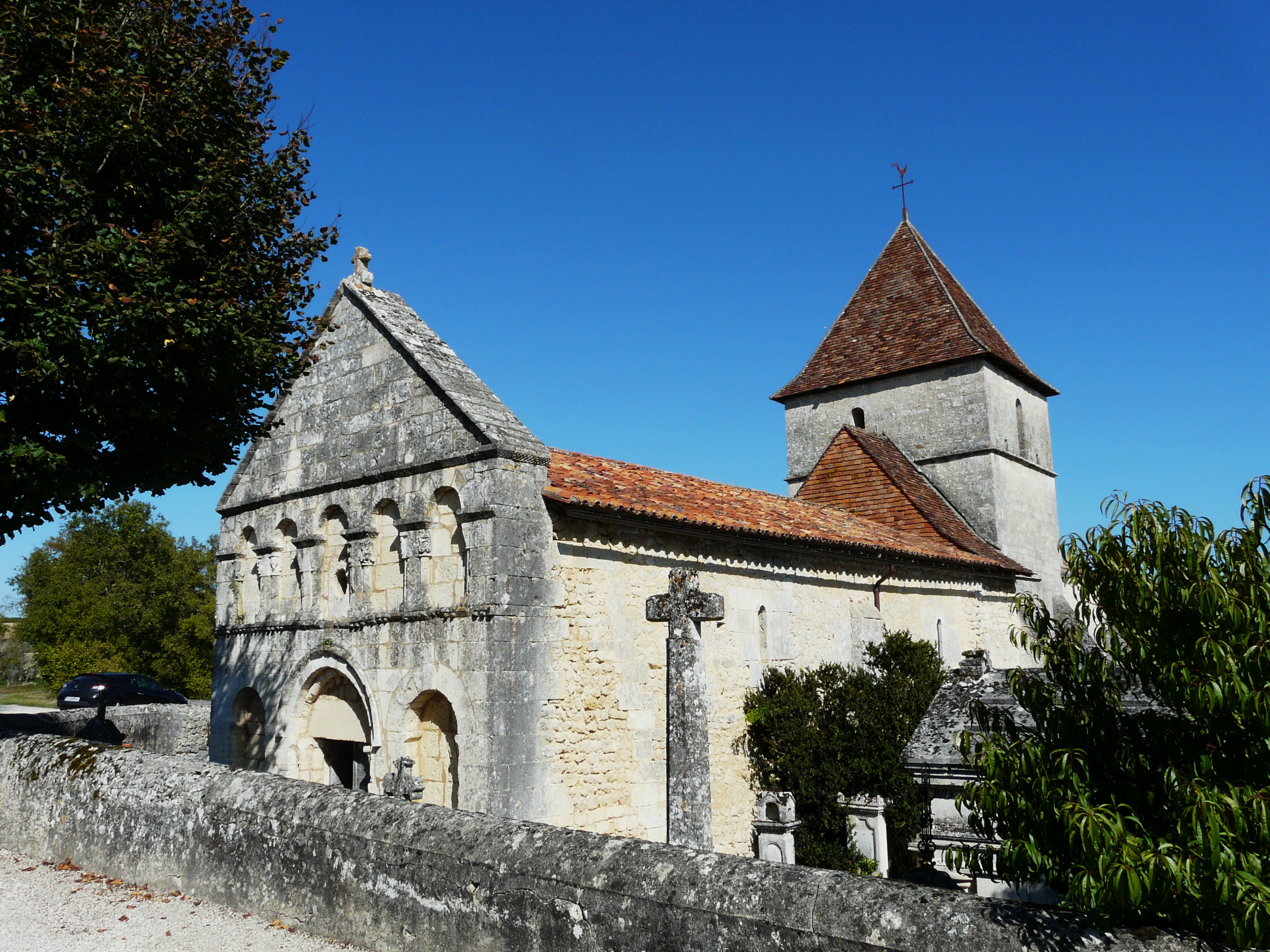
L'église Notre-Dame de Boulouneix.